# Indonesische Rupiah

Wechselkurs des Euros zur Indonesischen Rupiah seit 2005

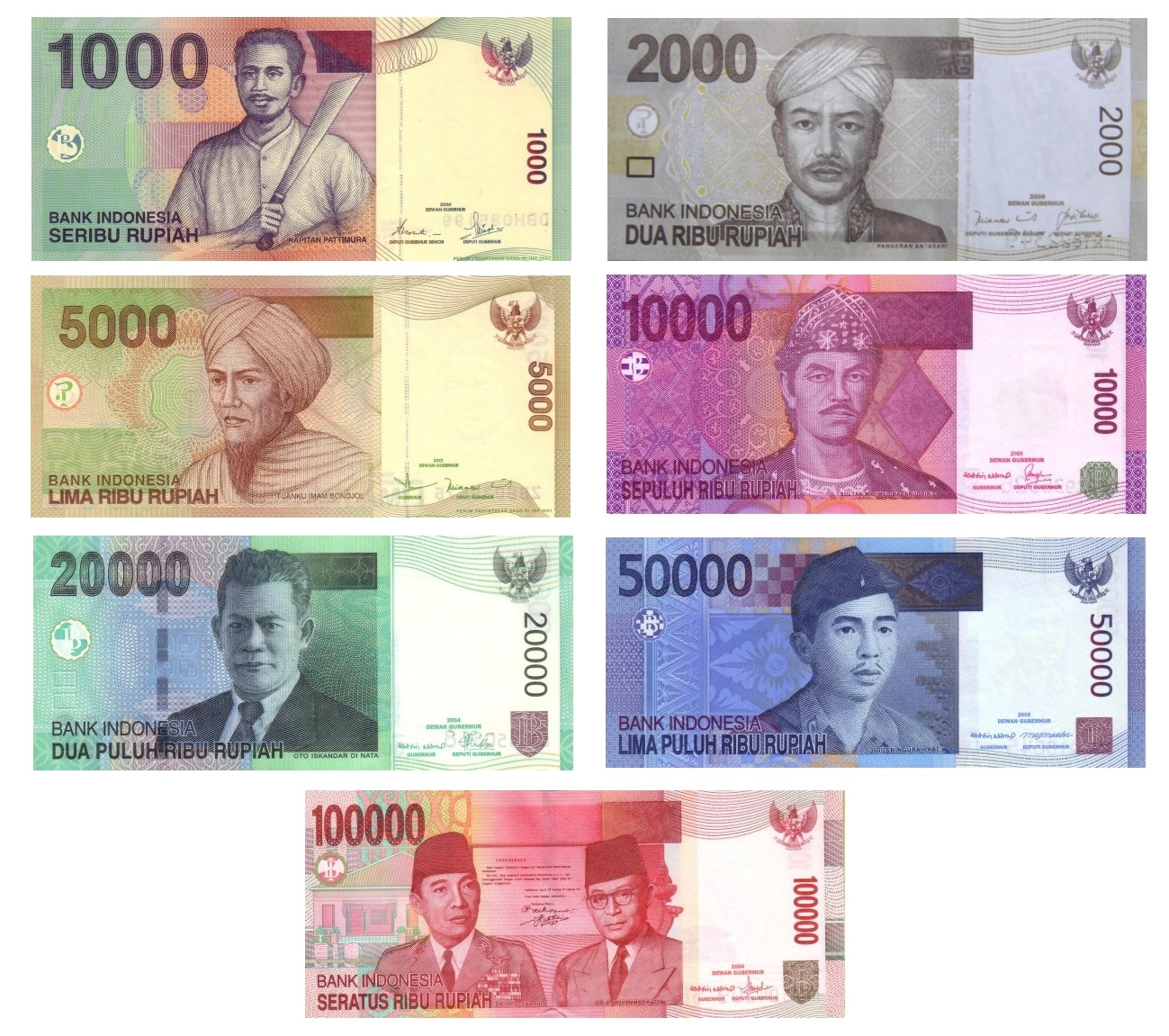
Verschiedene indonesische Banknoten

Die Indonesische Rupiah ist die Währung des Staates Indonesien. Die international übliche Abkürzung ist IDR.

## Geschichte
Die Rupiah wurde mit der Gründung des Staates Indonesien 1949 offiziell. Sie war nach der einseitigen Unabhängigkeitserklärung 1945 im Jahre 1946 eingeführt worden. Bis zum Ende des Unabhängigkeitskrieges durch die Übergabe der Souveränität am 27. Dezember 1949 in Amsterdam war die Rupiah international nicht anerkannt.
Die aktuelle Rupiah wurde im Dezember 1965 zum Wert von 1000 alten Rupiah eingeführt. Sie ist auf dem Währungsmarkt frei konvertibel.
Es gibt mindestens seit 2006 Pläne zu einer Währungsreform die vorsehen, erneut drei Nullen der Nennwerte zu streichen. Diese wurden bisher jedoch noch nicht umgesetzt.

## Aktuelle Münzen und Noten
Indonesische Rupiah gibt es in folgenden Stückelungen:
- Banknoten in Werten zu 100, 500, 1000, 2000, 5000, 10.000, 20.000, 50.000 und 100.000 Rupiah
- Münzen in Werten zu 1, 25, 50, 100, 200, 500 und 1000 Rupiah.

Die Banknoten zu 100 und 500 Rupiah sind nicht mehr anzutreffen, Münzen zu 25 und 50 Rupiah sind extrem rar. Im Handel wird gerundet, häufig werden Wechselgeldbeträge kleiner 100 Rp. jedoch durch ein Bonbon ersetzt, das man aber nicht zum Bezahlen verwenden kann.
Die 25-Rupiah-Münzen finden sich nicht mehr im Katalog der Nationalbank, die aber eine 1-Rupiah-Münze von 1970 als gültiges Zahlungsmittel zeigt.
Die Unterteilung von 1 Rupiah zu 100 Sen hat nur noch historische Bedeutung und ist heute praktisch nicht mehr existent. Inwiefern der Sen nach einem Währungsschnitt wieder eingeführt wird, bleibt abzuwarten.
Zuletzt wurde eine Münze zu 200 Rp. in Umlauf gebracht. Banknoten zu 20.000 Rp. und 100.000 Rp. wurden ab Ende 2004 in neuem Design ausgegeben, die vorherigen Ausgaben behielten ihre Gültigkeit. Neue 50.000-Rp.-Noten wurden ebenfalls in den Umlauf gegeben. 2009 wurden neue 2000-Rp.-Noten ausgegeben.
2010 wurde eine neue 10.000-Rupiah-Banknote herausgegeben, die vom Design der alten 10.000-Rupiah-Banknote (Erstausgabe 2005, Nachdruck 2009) entspricht, aber neue Sicherheitsmerkmale hat und farblich in einem blaustichigen Rot ist, 2014 wurde der 100.000er entsprechend modernisiert. 2010 erschien ebenfalls eine neue 1.000-Rupiah-Münze. Bemerkenswert ist, dass mit dem Erscheinen des neuen Designs die einzige Frau (Cut Nyak Dhien aus Aceh) von den Banknoten verschwand.
Am 19. Dezember 2016 wurde eine komplett neue Serie an Banknoten mit den Werten 1.000 / 5.000 / 10.000 / 20.000 / 50.000 / 100.000 Rupiah herausgebracht. Alle Banknoten tragen die Unterschrift von Agus Martowardojo, Gouverneur der Bank Indonesia, und von Sri Mulyani Indrawati, der derzeitigen Finanzministerin.
Die Wasserzeichen der neuen Banknoten wurden von den Banknoten der vorherigen Serie übernommen.
| Abbildung   | Abbildung | Wert (IDR) | Farbe    | Größe       | Motiv / Beschreibung    | Motiv / Beschreibung                  | Wasserzeichen               |
| Vorderseite | Rückseite | Wert (IDR) | Farbe    | Größe       | Vorderseite             | Rückseite                             | Wasserzeichen               |
| ----------- | --------- | ---------- | -------- | ----------- | ----------------------- | ------------------------------------- | --------------------------- |
|             |           | 1.000      | Hellgrün | 141 × 65 mm | Tjut Meutia             | Banda Neira Tari Tifa                 | Tjut Njak Dhien             |
|             |           | 2.000      | Grau     | 141 × 65 mm | Mohammad Husni Thamrin  | Ngarai Sianok Tari Piring             | Pangeran Antasari           |
|             |           | 5.000      | Braun    | 143 × 65 mm | Idham Chalid            | Gunung Bromo Tari Gambyong            | Tjut Njak Dhien             |
|             |           | 10.000     | Violet   | 145 × 65 mm | Frans Kaisiepo          | Taman Nasional Wakatobi Tari Pakarena | Sultan Mahmud Badaruddin II |
|             |           | 20.000     | Grün     | 147 × 65 mm | G.S.S.J. Ratulangi      | Derawan Tari Gong                     | Oto Iskandar Di Nata        |
|             |           | 50.000     | Blau     | 149 × 65 mm | Djuanda Kartawidjaja    | Taman Nasional Komodo Tari Legong     | I Gusti Ngurah Rai          |
|             |           | 100.000    | Rot      | 151 × 65 mm | Soekarno Mohammad Hatta | Raja Ampat Tari Topeng Betawi         | W.R. Supratman              |